# 松下弓月
松下 弓月（まつした ゆづき、1980年4月10日 - ）は、日本の神奈川県平塚市出身の東寺真言宗の僧侶（宝善院副住職）、公認心理師、臨床心理士。彼岸寺元編集長。

## 略歴
国際基督教大学教養学部を卒業後、青山学院大学 文学研究科英米文学専攻博士前期課程に進学。2年次に休学して東寺伝法学院にて1年間修行生活を送る。
その後、2003年にインターネット寺院・彼岸寺の設立に参加。2011年から編集長となる。
さらに東京大学大学院教育学研究科臨床心理学コース博士後期課程に進学。公認心理師、臨床心理士となる。

## 家族
- 父は松下隆洪・東寺真言宗宗務総長

## 著書

### 共著
- 『お坊さんはなぜ夜お寺を抜け出すのか』（現代書館、2010年7月。ISBN 978-4768456354）

### 監訳書
- 『親と死別した子どもたちへ -ネバー・ザ・セイム悲嘆と向き合い新しい自分になる-』（ドナ・シャーマン著、島薗進監修、西尾温文・大島則子・尾本美由紀共訳、佼成出版社、2020年）

## 論文ほか
- CiNii>松下弓月

## メディア
- 国際基督教大学同窓会>「今を輝く同窓生たち」34回（2012年7月4日付）
- 彼岸寺>坊主めくり「ポストモダンかつ文学的なお坊さん／松下弓月さん」